# Raïon de Svislatch
Le raïon de Svislatch (en biélorusse : Сьвіслацкі раён, Svislatski raïon) ou raïon de Svislotch (en russe : Свислочский район, Svislotchski raïon) est une subdivision de la voblast de Hrodna ou oblast de Grodno, en Biélorussie. Son centre administratif est la ville de Svislatch.

## Géographie
Le raïon couvre une superficie de 1 446,67 km2, dans le sud-ouest de la voblast. Le raïon de Svislatch est limité par le raïon de Berastavitsa et le raïon de Vawkavysk au nord, par la voblast de Brest (raïon de Proujany) à l'est et au sud, et par la Pologne à l'ouest.

## Histoire
Le raïon de Svislatch a été créé le 15 janvier 1940.

## Population

### Démographie
Les résultats des recensements de la population (*) font apparaître une baisse continue de la population, qui s'est accélérée durant les premières années du XXIe siècle.
| 1959*  | 1970*  | 1979*  | 1989*  | 1999*  | 2009*  |
| ------ | ------ | ------ | ------ | ------ | ------ |
| 37 305 | 36 105 | 32 002 | 28 886 | 25 958 | 19 539 |

### Nationalités
Selon les résultats du recensement de 2009, la population du raïon se composait de quatre nationalités principales :
- 74,63 % de Biélorusses ;
- 20,47 % de Polonais ;
- 3,53 % de Russes.

### Langues
En 2009, la langue maternelle était le biélorusse pour 88,64 % des habitants du raïon de Svislatch et le russe pour 10,03 %. Le biélorusse était parlé à la maison par 39,25 % de la population et le russe par 14,94 %.